# Сара Чілдресс Полк
Сара Чілдресс Полк (4 вересня 1803 — 14 серпня 1891) — перша леді Сполучених Штатів з 1845 по 1849 рік. Вона була дружиною 11-го президента США Джеймса К. Полка.
Маючи хорошу освіту в успішній родині, Сара познайомилася зі своїм майбутнім чоловіком ще в молодому віці. У них ніколи не було власних дітей, хоча були прийомні родичі. Соціально зацікавлена та добре інформована, Сара допомагала кар'єрі свого чоловіка своїми навичками хостингу та інколи консультувала його з політичних питань, хоча залишалася поза увагою громадськості. Після смерті чоловіка в 1849 році Сара мала 42-річне вдівство, найдовше серед перших леді.

## Раннє життя та освіта

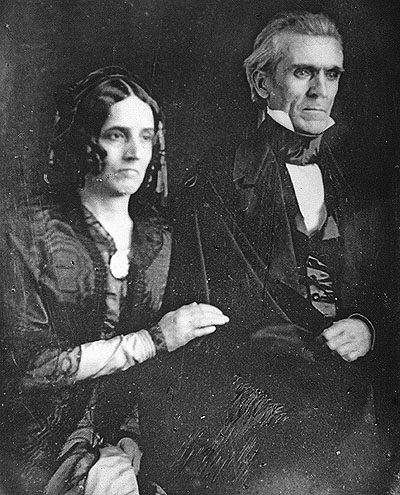
Сара та Джеймс К. Полки, бл. 1846–49

Сара Чілдресс народилася в 1803 році в сім'ї Елізабет Вітсітт і Джоеля Чілдреса, видатного плантатора, торговця і спекулянта землею. Дівчинка була третьою з їх шести дітей. Сара була добре освіченою для жінки свого часу і місця, відвідувала ексклюзивну моравську Салемську академію у Вінстон-Сейлі, Північна Кароліна, у 1817 році, один із небагатьох вищих навчальних закладів, доступних для жінок на початку ХІХ століття.
Сара Чілдресс зустріла Джеймса К. Полка, коли обидва отримували інструкції від Семюеля П. Блека в його будинку в Мерфрісборо, штат Теннессі; йому було 19, їй 12. Вони були офіційно введені на початку 1820-х років із залученням Полка до законодавчого органу штату. Невдовзі після того, як він почав залицятися до неї. Легенда каже, що Ендрю Джексон назвав її «багатою, гарною, амбітною та розумною» і закликав Полка одружитися з нею. У 1823 році вони заручилися, а 1 січня 1824 року Сара Чайлдресс, 20 років, вийшла заміж за Джеймса Полка, 28 років, на плантації батьків нареченої поблизу Мерфрісборо.
Вони прожили у шлюбі 25 років, але дітей так і не мали. Це часто пов'язують із операцією щодо каменів у сечовому міхурі, яку Полк зробив у молодості, яка, як вважають, зробила його стерильним. Вони були єдиною президентською парою, яка ніколи не мала дітей, будучи разом, біологічних, усиновлених або від попереднього шлюбу. Вони виховали племінника, Маршалла Тейта Полка (1831—1884), як свого підопічного протягом кількох років, перш ніж Джеймс відправив його до школи у Вашингтоні, округ Колумбія, а пізніше й Джорджтаунського університету. Після смерті чоловіка Сара виховувала свою внучату племінницю Сару Полк Фолл (1847—1924).

## Роки політичного життя (1825—1849)

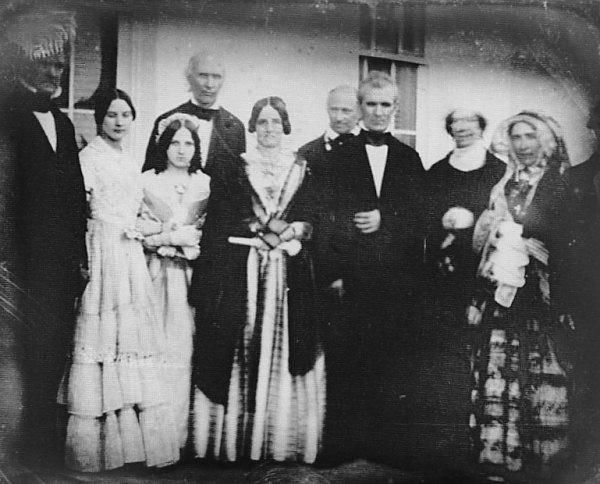
Полки на портику Білого дому разом з держсекретарем Джеймсом Бьюкененом і колишньою першою леді Доллі Медісон.

Під час своєї політичної кар'єри Полк допомагала своєму чоловікові з його промовами, використовуючи свою проникливість, щоб керувати його планами та надавати необхідні гарантії. Вона супроводжувала свого чоловіка так часто, як могла, коли він їздив до Вашингтона і обов'язково брав активну політичну роль. Вона навіть переписувала його листування і розвинула помітні соціальні навички. Пані Полк не була жінкою, яка вирішила відкрито проголошувати свої почуття, прагнучи зберігати скромну поведінку. Саме її чоловік заявив, що його найактивнішим прихильником і критиком була його дружина. Вона також давала йому поради з питань політики та відігравала активну роль у його кампаніях. Пані Полк підтримувала листування з національними лідерами, отримуючи доступ до глобальних проблем, які мали стосунок до кампанії її чоловіка. Вона була однією з перших дружин президента, яка взяла активну участь у виборчому процесі свого чоловіка та самій кампанії. Вона не тільки не відставала від цього способу спілкування, але й написала для місцевої газети, висловлюючи свою підтримку адміністрації Джейма Полка та запропонованих ним політичних ініціатив. Однією з найбільш суперечливих тем, про які вона змогла написати, була ідея експансіонізму, яка вникала в концепцію явної долі, що стосується прав Сполучених Штатів як суверенної держави. У Вашингтоні, як дружина конгресмена під час правління Джона Квінсі Адамса, Ендрю Джексона і Мартіна Ван Бюрена, Полк дуже любила свої соціальні обов'язки. Пані Полк була релігійною жінкою, яка відкрито відмовлялася танцювати, відвідувати скачки чи театр. Вона дуже пишалася тим, що є комунікабельною жінкою, але зберігала велике почуття чесності. Хоча вона сама не пила, вона подавала декадентські напої та різноманітні страви під час рекламних обідів, будучи королевою гостинності. Вона була жінкою, яка «користувалася широкою популярністю, а також глибокою повагою». У 1830 році вона ризикнула розірвати відносини з Джексоном, наставником свого чоловіка, беручи участь у соціальному остракизмі Пеггі Ітон під час справи «Пеггі Ітон», хоча вона продовжувала вітати Ітона, на відміну від дружини віце-президента Джона К. Калхауна, Флориди Калхаун, і більшість дружин членів кабінету.
У 1845 році Сара Полк стала 11-ю першою леді Сполучених Штатів. Вона була жвава, чарівна, розумна та гарна співрозмовниця. Президент Полк іноді обговорював з нею питання політики. Хоча вона захоплювалася політикою, вона також застерігала свого чоловіка, чиє здоров'я ніколи не було міцним, від перевтоми. Побожна пресвітеріанка, як перша леді вона заборонила танці, карткові ігри та міцні алкогольні напої на офіційних прийомах. На відміну від вальсів Джулії Тайлер, розваги Полка були спокійними та тверезими справами, що принесло першій леді прізвисько «Сахара Сара». Хоча в деяких звітах стверджується, що Полки ніколи не подавали вино, дружина конгресмена «записувала у своєму щоденнику деталі чотиригодинної вечері на сорок у Білому домі — келихи для шести різних вин, від рожевого шампанського до рубінового портвейну та сотерна, 'веселка навколо кожної тарілки'.»

## Пізніше життя

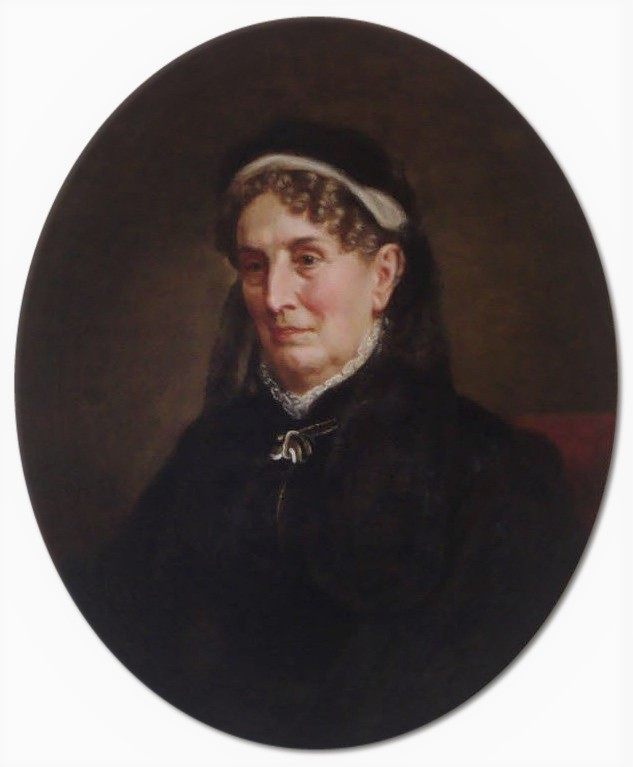
Полк в останні роки — Джордж Дьюрі

Після участі в інавгурації Закарі Тейлора 5 березня 1849 року Полк та її чоловік виїхали на коні та в кареті до свого нового дому, Полк-Плейс, у Нешвіллі, штат Теннессі. Після прибуття в Теннессі, на розчарування Полка, Полк-Плейс ще не був повністю завершений або завершений. Потім вони поїхали з Нешвілла до Колумбії, щоб провести два тижні з її тещею, а потім поїхали провести кілька днів у Мерфрісборо з її родиною, перш ніж повернутися до Нешвілла. Через три місяці Джеймс Полк помер від холери, вийшовши на пенсію за найкоротший термін серед усіх президентів США. Протягом останніх років свого вдівства Полк залишалася в Полк-Плейс, рідко виїжджаючи, ставши трохи відлюдницею. Вона почала приймати гостей лише через кілька років після смерті чоловіка. Вона приймала відомих і популярних гостей протягом усього свого вдівства, таких як Абрам Х'юітт, Едвард Купер, Джон К. Калхун II, Джон Катрон, Джордж Бенкрофт, серед багатьох інших, включаючи президентів Резерфорда Гейса та Гровера Клівленда.

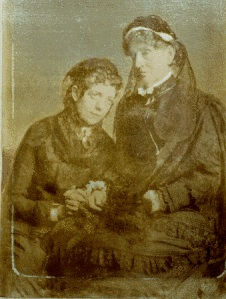
Сара зі своєю племінницею Саллі

Ставши овдовою, Полк неофіційно усиновила внучату племінницю Сару Полк Джеттон на прізвисько «Саллі» (1847—1924) і вважала її власною дочкою. Після смерті племінниці Полк її привезли жити до Сари. Вони жили разом у Нешвіллі до смерті Полк в 1891 році.
Протягом усього свого вдівства Полк стикалася з невеликими фінансовими труднощами. Її основна форма доходу надходила через плантацію, яку вона успадкувала від свого чоловіка. Вона була змушена продати плантацію ще до Громадянської війни 1861 року. Пізніше вона отримала гроші через свого молодшого брата Джона Чайлдреса. Починаючи з 1884 року уряд Сполучених Штатів надавав Сарі пенсію в розмірі 5000 доларів на рік до її смерті.

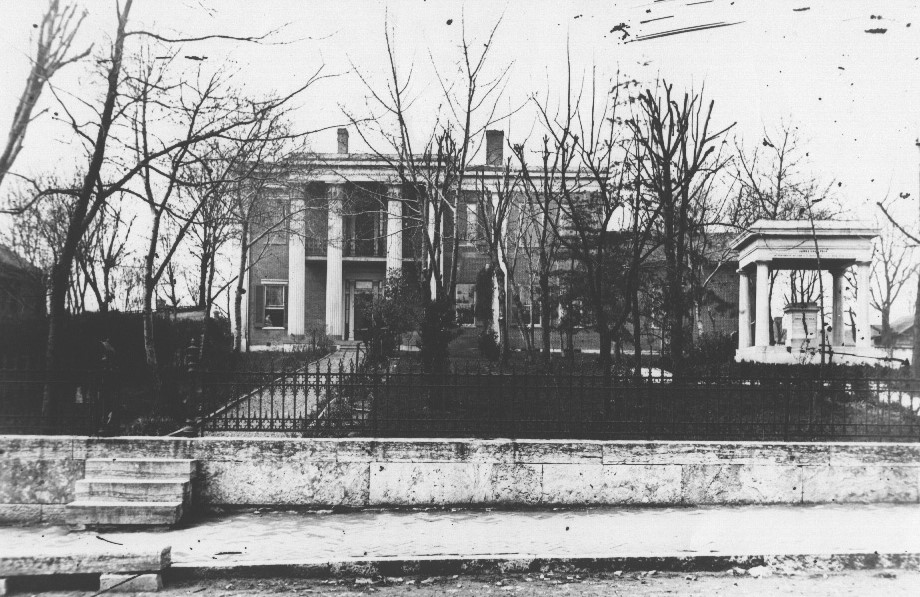
Полк-Плейс

Під час Громадянської війни в США Полк була офіційно нейтральною, але вона висловлювала настрої на користь збереження Союзу під час періодичних візитів до її дому кількома командирами армії Союзу, включаючи Дона Карлоса Буелла, Джорджа Генрі Томаса, Улісса Гранта та Вільяма Шермана. Однак, як традиційна південна жінка, вона також згадувала про симпатії Конфедерації під час візитів генералів Конфедерації до Нашвілла, де Сара провела понад 42 роки свого вдівства. Сара Полк прожила в Полк-Плейс 42 роки, найдовше вдівство серед перших леді США, і завжди носила чорне, як справжня вікторіанська вдова. Вона відвідала свого брата в його будинку Чайлдресс-Рей в Мерфрісборо, дочка якого була одружена з губернатором Теннессі Джоном К. Брауном. Вона також часто відвідувала свою близьку подругу Аделісію Аклен у Белмонті.

## Смерть
Полк померла 14 серпня 1891 року у віці 87 років, менш ніж за місяць до свого 88-го дня народження. Вона була похована поруч зі своїм чоловіком спочатку в їхньому будинку в Нешвіллі, а пізніше була перепохована разом з ним у Капітолії штату Теннессі, коли Полк-Плейс був знесений у 1901 році. Полк залишила Полк-Плейс своїй онуковій племінниці Сарі Полк Фолл.

## Подальше читання
- Bumgarner, John R. (1997). Sarah Childress Polk : a biography of the remarkable first lady. Jefferson, N.C.: McFarland. ISBN 9780786403660.
- Claxton, Jimmie Lou Sparkman (1972). 88 years with Sarah Polk. New York, N.Y.: Vantage Press. ISBN 9780533002221.
- Peterson, Barbara Bennett (2002). Sarah Childress Polk, first lady of Tennessee and Washington. Huntington, N.Y.: Nova History Publications. ISBN 9781590331453.
- Greenberg, Amy S. (2019). Lady First: The World of First Lady Sarah Polk. New York: Alfred A. Knopf. ISBN 9780385354134. OCLC 1028606805.